# Chaetoleucopis
Chaetoleucopis är ett släkte av tvåvingar. Chaetoleucopis ingår i familjen markflugor.
Kladogram enligt Catalogue of Life:
| Chaetoleucopis | \| \| Chaetoleucopis dactylopivora \| \| \| \| \| \| Chaetoleucopis liepai \| \| \| \| |
|                | \| \| Chaetoleucopis dactylopivora \| \| \| \| \| \| Chaetoleucopis liepai \| \| \| \| |
|                | Acrometopia                                                                            |
|                |                                                                                        |
|                | Anchioleucopis                                                                         |
|                |                                                                                        |
|                | Anochthiphila                                                                          |
|                |                                                                                        |
|                | Chamaemyia                                                                             |
|                |                                                                                        |
|                | Cremifania                                                                             |
|                |                                                                                        |
|                | Echinoleucopis                                                                         |
|                |                                                                                        |
|                | Leucochthiphila                                                                        |
|                |                                                                                        |
|                | Leucopis                                                                               |
|                |                                                                                        |
|                | Leucopomyia                                                                            |
|                |                                                                                        |
|                | Lipoleucopis                                                                           |
|                |                                                                                        |
|                | Mallochianamyia                                                                        |
|                |                                                                                        |
|                | Melaleucopis                                                                           |
|                |                                                                                        |
|                | Melanochthiphila                                                                       |
|                |                                                                                        |
|                | Neoleucopis                                                                            |
|                |                                                                                        |
|                | Notochthiphila                                                                         |
|                |                                                                                        |
|                | Paraleucopis                                                                           |
|                |                                                                                        |
|                | Parapamecia                                                                            |
|                |                                                                                        |
|                | Parochthiphila                                                                         |
|                |                                                                                        |
|                | Plunomia                                                                               |
|                |                                                                                        |
|                | Pseudodinia                                                                            |
|                |                                                                                        |
|                | Pseudoleucopis                                                                         |
|                |                                                                                        |
|                | Toropamecia                                                                            |
|                |                                                                                        |
|                | Chaetoleucopis dactylopivora                                                           |
|                |                                                                                        |
|                | Chaetoleucopis liepai                                                                  |
|                |                                                                                        |

|  | Chaetoleucopis dactylopivora |
|  |                              |
|  | Chaetoleucopis liepai        |
|  |                              |